# Лазарев, Николай Васильевич
Николай Васильевич Лазарев (1895, Царское Село, Российская империя — 1974, Ленинград, СССР) — выдающийся советский токсиколог и фармаколог, основатель Ленинградской школы токсикологии, создатель учения о состоянии неспецифической повышенной сопротивляемости организма и концепции адаптогенов. Руководил группами учёных, разработавших несколько лекарственных препаратов.

## Биография
В 1925 году Н. В. Лазарев окончил Киевский медицинский институт, затем работал там же на кафедре патологии.
С 1929 году стал работать заведующим токсикологической лабораторией в Институте гигиены труда и техники безопасности.
С 1932 году также (одновременно) — заведующим лабораторией промышленной токсикологии в Институте профессиональных заболеваний.
В 1935 году обе лаборатории были объединены и включены в состав НИИ гигиены труда и профзаболеваний.
В 1936 году защитил докторскую диссертацию по медицине, в 1938 году стал профессором.
С 1938 года Лазарев заведует отделом фармакологии Научно-исследовательского химико-фармацевтического института в Ленинграде.
В 1941 года работает начальником кафедры фармакологии Военно-морской медицинской академии (с 1956 года — Военно-медицинская академия имени С. М. Кирова).
С 1959 году заведует лабораторией экспериментальной онкологии при Институте онкологии АМН СССР.
В 1965 году избран почетным членом Чехословацкого медицинского научного общества им. Я. Пуркинье.
В 1967 году Лазареву присвоено звание Заслуженный деятель науки РСФСР.
Н. В. Лазарев состоял в профессиональных организациях:
- Ленинградское отделение Всесоюзного общества физиологов, биохимиков и фармакологов — был членом правления;
- Всесоюзное общество фармакологов;
- Физиологическое общество им. И. П. Павлова — входил в Центральный совет.

Он входил в состав редакционного совета журналов: «Фармакология и токсикология», «Гигиена труда и профзаболевания». Являлся редактором редакционного отдела «Фармакология» во втором издании Большой медицинской энциклопедии.
Награждён орденом Трудового Красного Знамени, орденом Красной Звезды и медалями.

## Вклад в науку
Н. В. Лазарев занимался выявлением зависимости токсического действия химических веществ от их строения и физико-химических свойств. Теоретически обосновал и экспериментально подтвердил наркотическое действие инертных газов. Занимался разработкой средств для лекарственной профилактики и лечения рака. Занимался поиском лекарственных средств для воздействия на основные патологические процессы (воспаление, регенерация, нарушение лейкопоэза и другие).
Один из создателей лекарственных препаратов Дибазол, Метацил и Пентоксил.
Н. В. Лазарев руководил изучением и внедрением в медицинскую практику препаратов женьшеня и элеутерококка колючего.
В 1934 году сообщал о том, что выдача молока работникам производств с вредными для здоровья условиями труда в качестве защиты от отравлений не имеет научного обоснования. Он указывал на то, что по научным данным молоко является не антидотом, но ценным пищевым продуктом, и указывал на разумность вместо выдачи молока и жиров обеспечивать полноценное питание работников опасных производств.
В 1947 году ввёл в научный оборот термин «адаптоген».